# Lovestrong
Lovestrong (estilizado como lovestrong.) é o álbum de estreia da Cantora-compositora americana Christina Perri. Acompanhando o lançamento do primeiro single de Perri, "Jar of Hearts" e seu contrato com a Atlantic Records, Lovestrong foi lançado em 10 de Maio de 2011.
O primeiro single é "Jar of Hearts", no qual Perri cantou em So You Think You Can Dance, também entrou na posição #17 no Billboard Hot 100 e recebeu o certificado de platina duplo pela RIAA. O segundo single do álbum é "Arms". Em Novembro de 2013, o álbum vendeu 444,000 cópias nos Estados Unidos.

## Alinhamento das faixas
| N.º | Título           | Compositor(es)                          | Duração |  |
| 1.  | "Bluebird"       | Christina Perri                         | 3:49    |  |
| 2.  | "Arms"           | Perri                                   | 4:21    |  |
| 3.  | "Bang Bang Bang" | Perri, Drew Lawrence, Barrett Yeretsian | 3:05    |  |
| 4.  | "Distance"       | Perri, David Hodges                     | 3:56    |  |
| 5.  | "Jar of Hearts"  | Perri, Lawrence, Yeretsian              | 4:06    |  |
| 6.  | "Mine"           | Perri                                   | 3:33    |  |
| 7.  | "Interlude"      | Perri, Hodges                           | 0:50    |  |
| 8.  | "Penguin"        | Perri, John Anderson                    | 4:36    |  |
| 9.  | "Miles"          | Perri, Hodges, Greg Kurstin             | 4:04    |  |
| 10. | "The Lonely"     | Perri, Hodges                           | 3:53    |  |
| 11. | "Sad Song"       | Perri                                   | 4:29    |  |
| 12. | "Tragedy"        | Perri, Nick Perri                       | 4:39    |  |

| Faixas bónus da edição deluxe |                                 |                            |         |  |
| N.º                           | Título                          | Compositor(es)             | Duração |  |
| 13.                           | "Distance" (com Jason Mraz)     | Perri, Hodges              | 3:54    |  |
| 14.                           | "Backwards"                     | Perri, Anderson            | 5:20    |  |
| 15.                           | "Black + Blue"                  | Perri                      | 4:00    |  |
| 16.                           | "My Eyes"                       | Perri                      | 4:16    |  |
| 17.                           | "Jar of Hearts" (vídeo musical) | Perri, Lawrence, Yeretsian | 4:18    |  |
| 18.                           | "Arms" (vídeo musical)          | Perri                      | 4:17    |  |